# Suni
Suni település Olaszországban, Szardínia régióban, Oristano megyében. Lakosainak száma 977 fő (2023. január 1.). Suni Bosa, Modolo, Sagama, Flussio, Tinnura, Pozzomaggiore és Sindia községekkel határos.

## Népesség
A település lakossága az elmúlt években az alábbi módon változott:
| Lakosok száma | 1092 | 1073 | 977  |
|               | 2017 | 2018 | 2023 |